# Miranda de Arga
Miranda de Arga là một đô thị trong tỉnh và cộng đồng tự trị Navarre, Tây Ban Nha. Đô thị này có diện tích là 60,1 ki-lô-mét vuông, dân số năm 2009 là 957 người với mật độ 15,92 người/km² 
Đô thị này nằm ở khu vực có độ cao 341 mét trên mực nước biển. Miranda de Arga các tỉnh lỵ Pamplona 50 km.